# BK-46
BK-46 (Bollklubben-46) är en idrottsklubb i Karis, Raseborgs stad, Finland. Klubben grundades år 1946.  Som klubbnamnet antyder är svenska det dominerande språket i klubben. Den ursprungliga föreningen finns ej mera. Idag finns två BK-46 föreningar; BK-46 Handboll och BK-46 Fotboll.

## Fotboll
I fotboll spelar BK-46 i division 3 under säsongen 2019. Under perioden 2009-2018 spelade man i division 2 och återfanns ofta i övre delen av tabellen. Två gånger kvalade laget för spel i division 1, utan att lyckas.

### Säsong för säsong
| \| Säsong \| Nivå \| Division \| Zon \| Administration \| Position \| Upp/nerflyttningar \| \| \| ------ \| ------ \| ---------------- \| ------- \| ---------------------------------------- \| -------- \| ------------------ \| \| \| 2002 \| Nivå 4 \| Trean (Kolmonen) \| Zon 1 \| Helsingfors & Nyland (FBF Nyland) \| 9 \| \| \| \| 2003 \| Nivå 4 \| Trean (Kolmonen) \| Zon 1 \| Helsingfors & Nyland (FBF Nyland) \| 10 \| \| \| \| 2004 \| Nivå 4 \| Trean (Kolmonen) \| Zon 1 \| Helsingfors & Nyland (FBF Nyland) \| 11 \| Nerflyttade \| \| \| 2005 \| Nivå 5 \| Fyran (Nelonen) \| Zon 1 \| Nylands distrikt (FBF Nyland) \| 1 \| Uppflyttade \| \| \| 2006 \| Nivå 4 \| Trean (Kolmonen) \| Zon 1 \| Helsingfors & Nyland (FBF Nyland) \| 7 \| \| \| \| 2007 \| Nivå 4 \| Trean (Kolmonen) \| Zon 1 \| Helsingfors & Nyland (FBF Nyland) \| 1 \| Kval till Tvåan \| \| \| 2008 \| Nivå 4 \| Trean (Kolmonen) \| Zon 1 \| Helsingfors & Nyland (FBF Nyland) \| 2 \| \| \| \| 2009 \| Nivå 4 \| Trean (Kolmonen) \| Zon 1 \| Helsingfors & Nyland (FBF Nyland) \| 1 \| Uppflyttade \| \| \| 2010 \| Nivå 3 \| Tvåan (Kakkonen) \| Grupp B \| Finlands Bollförbund (Suomen Pallolitto) \| 8 \| \| \| \| 2011 \| Nivå 3 \| Tvåan (Kakkonen) \| Grupp B \| Finlands Bollförbund (Suomen Pallolitto) \| \| \| \| \| 2012 \| Nivå 3 \| Tvåan (Kakkonen) \| Grupp B \| Finlands Bollförbund (Suomen Pallolitto) \| \| \| \| \| 2013 \| Nivå 3 \| Tvåan (Kakkonen) \| Grupp B \| Finlands Bollförbund (Suomen Pallolitto) \| \| \| \| \| 2014 \| Nivå 3 \| Tvåan (Kakkonen) \| Grupp B \| Finlands Bollförbund (Suomen Pallolitto) \| \| \| \| \| 2016 \| Nivå 3 \| Tvåan (Kakkonen) \| Grupp B \| Finlands Bollförbund (Suomen Pallolitto) \| \| \| \| \| 2017 \| Nivå 3 \| Tvåan (Kakkonen) \| Grupp B \| Finlands Bollförbund (Suomen Pallolitto) \| \| \| \| \| 2018 \| Nivå 3 \| Tvåan (Kakkonen) \| Grupp B \| Finlands Bollförbund (Suomen Pallolitto) \| \| Nerflyttade \| \| \| 2019 \| Nivå 4 \| Trean (Kolmonen) \| Zon 1 \| Helsingfors & Nyland (FBF Nyland) \| \| \| \| \| \| \| \| \| \| \| \| \| - 2 säsonger i Tvåan - 7 - 1 |        |                  |         |                                          |          |                    |  |
| Säsong | Nivå   | Division         | Zon     | Administration                           | Position | Upp/nerflyttningar |  |
| 2002 | Nivå 4 | Trean (Kolmonen) | Zon 1   | Helsingfors & Nyland (FBF Nyland)        | 9        |                    |  |
| 2003 | Nivå 4 | Trean (Kolmonen) | Zon 1   | Helsingfors & Nyland (FBF Nyland)        | 10       |                    |  |
| 2004 | Nivå 4 | Trean (Kolmonen) | Zon 1   | Helsingfors & Nyland (FBF Nyland)        | 11       | Nerflyttade        |  |
| 2005 | Nivå 5 | Fyran (Nelonen)  | Zon 1   | Nylands distrikt (FBF Nyland)            | 1        | Uppflyttade        |  |
| 2006 | Nivå 4 | Trean (Kolmonen) | Zon 1   | Helsingfors & Nyland (FBF Nyland)        | 7        |                    |  |
| 2007 | Nivå 4 | Trean (Kolmonen) | Zon 1   | Helsingfors & Nyland (FBF Nyland)        | 1        | Kval till Tvåan    |  |
| 2008 | Nivå 4 | Trean (Kolmonen) | Zon 1   | Helsingfors & Nyland (FBF Nyland)        | 2        |                    |  |
| 2009 | Nivå 4 | Trean (Kolmonen) | Zon 1   | Helsingfors & Nyland (FBF Nyland)        | 1        | Uppflyttade        |  |
| 2010 | Nivå 3 | Tvåan (Kakkonen) | Grupp B | Finlands Bollförbund (Suomen Pallolitto) | 8        |                    |  |
| 2011 | Nivå 3 | Tvåan (Kakkonen) | Grupp B | Finlands Bollförbund (Suomen Pallolitto) |          |                    |  |
| 2012 | Nivå 3 | Tvåan (Kakkonen) | Grupp B | Finlands Bollförbund (Suomen Pallolitto) |          |                    |  |
| 2013 | Nivå 3 | Tvåan (Kakkonen) | Grupp B | Finlands Bollförbund (Suomen Pallolitto) |          |                    |  |
| 2014 | Nivå 3 | Tvåan (Kakkonen) | Grupp B | Finlands Bollförbund (Suomen Pallolitto) |          |                    |  |
| 2016 | Nivå 3 | Tvåan (Kakkonen) | Grupp B | Finlands Bollförbund (Suomen Pallolitto) |          |                    |  |
| 2017 | Nivå 3 | Tvåan (Kakkonen) | Grupp B | Finlands Bollförbund (Suomen Pallolitto) |          |                    |  |
| 2018 | Nivå 3 | Tvåan (Kakkonen) | Grupp B | Finlands Bollförbund (Suomen Pallolitto) |          | Nerflyttade        |  |
| 2019 | Nivå 4 | Trean (Kolmonen) | Zon 1   | Helsingfors & Nyland (FBF Nyland)        |          |                    |  |
| |        |                  |         |                                          |          |                    |  |

## Handboll
Handboll är den gren som föreningen har skördat mest framgångar i genom åren. I handboll har BK-46 vunnit herrarnas högsta serie (FM-serien) inte mindre än tjugo gånger, samt kammat hem silver fem gånger och brons en gång.
Handbollsdamerna har i sin tur vunnit högsta serien i Finland en gång.

### Resultat
| Säsong    | Herrar, FM-serien | Herrar, cup | Damer, FM-serien | Damer, cup  |
| 2010–2011 | Femte             | Kvartsfinal | Fjärde           | Kvartsfinal |
| 2009–2010 | Femte             | Kvartsfinal | Femte            | Kvartsfinal |
| 2008–2009 | Sjätte            | Semifinal   | Femte            | Kvartsfinal |
| 2007–2008 | Fjärde            | Semifinal   | Brons            | Silver      |
| 2006–2007 | Brons             | Silver      | Fjärde           | Semifinal   |
| 2005–2006 | Guld              | Guld        | Brons            | Silver      |
| 2004–2005 | Fjärde            | Silver      | Silver           | Guld        |
| 2003–2004 | Silver            | Semifinal   | Silver           | Kvartsfinal |
| 2002–2003 | Guld              | Silver      | div.1            | –           |
| 2001–2002 | Guld              | Silver      | div.1            | –           |
| 2000–2001 | Silver            | Silver      | –                | –           |
| 1999–2000 | Fjärde            | ...         | –                | –           |
| 1998–1999 | Silver            | ...         | –                | –           |
| 1997–1998 | Guld              | Guld        | Sjätte           | ...         |
| 1996–1997 | Guld              | ...         | Åttonde          | ...         |
| 1995–1996 | Guld              | Guld        | Sjätte           | ...         |
| 1994–1995 | Guld              | ...         | ...              | ...         |
| 1993–1994 | Guld              | Guld        | Sjunde           | ...         |
| 1992–1993 | Silver            | Guld        | Sjunde           | ...         |
| 1991–1992 | Guld              | ...         | ...              | ...         |
| 1990–1991 | Guld              | ...         | ...              | ...         |

... = uppgift saknas
– = deltog inte

### Kända spelare
- Mikael Källman
- Jan Rönnberg